# Megasoma gyas
Megasoma gyas — вид жесткокрылых из подсемейства дупляков семейства пластинчатоусых.

## Описание
Длина тела самцов 60—120 мм, самок — 50—75 мм. Надкрылья и переднеспинка самцов покрыты короткими густыми рыжевато-жёлтыми волосками, порой почти целиком закрывающими основной фон. Основная окраска тела — чёрная. Выражен половой диморфизм: самцы имеют выросты «рога» на голове и переднеспинке. Самка без «рогов». На голове самца длинный изогнутый вверх и кзади рог. Переднеспинка самцов с тремя короткими и толстыми в основании рогами, направленными вперёд. Срединный из них раздвоенный на конце. Щиток у основания мелко точечный. Передние голени у самцов — прямые. Переднеспинка самки густо морщинистая. Протонум с продольным, заднемедианным килем.
Эндемик Бразилии. Жуки встречаются в мае.